# Hjaltadans
Hjaltadans, aussi connu sous le terme de Fairy Ring, est un cercle de pierre sur l'île de Fetlar dans l'archipel des Shetland, en Écosse. Le site était composé d'un anneau de 38 pierres, dont 22 sont encore présentes dans le sol. Il mesure 11 mètres de diamètre. Au centre de l'anneau se trouvent deux piliers rectangulaires.